# Facultad de Ciencias Medicas Sancti Spiritus

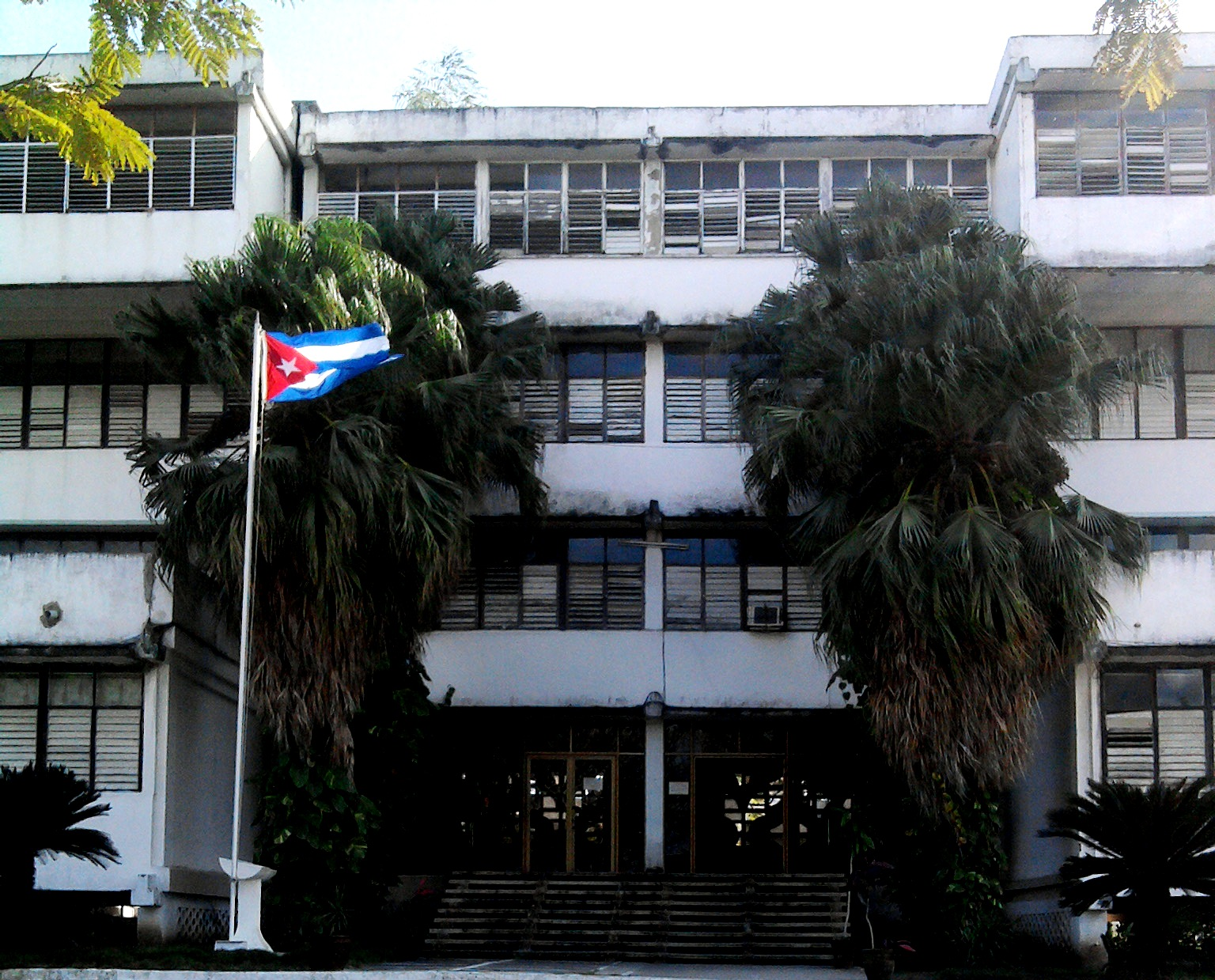
Cổng chính của FCM Sancti Spiritus

Facultad de Ciencias Médicas de Sancti Spíritus còn gọi là Universidad de Ciencias Médicas de Sancti Spíritus là một trường y được thành lập năm 1986 tọa lạc tại Sancti Spíritus, thủ phủ của tỉnh Sancti Spíritus, Cuba.

## Sinh viên
Một số lượng lớn sinh viên nước ngoài đã đăng ký kể từ khi thành lập. Hiện tại trường đại học có hơn 700 sinh viên nước ngoài từ khắp các châu lục. Lần đầu tiên trong lịch sử Cuba, một nghìn sinh viên đến từ Pakistan đăng ký theo học, trong đó hơn 300 sinh viên gần đây đã hoàn thành khóa tốt nghiệp bác sĩ y khoa tại UCM của Sancti Spiritus liên kết với ELAM vào năm 2015. Khoa này liên kết với ELAM (Trường Y khoa Mỹ Latinh) Cuba tại thủ đô La Habana.

## Sinh viên tốt nghiệp năm 2018
Cuba tiếp tục đầu tư vào y tế và nguồn nhân lực không chỉ cho quốc gia của mình mà còn một số người nước ngoài đến khắp nơi trên thế giới, có được những nghiên cứu chuyên sâu hơn về các lĩnh vực liên quan đến y tế. Ngày 20 tháng 7 năm 2018 còn là một dấu mốc nữa đối với khoa y ELAM này khi hơn 290 sinh viên y khoa nhận bằng tốt nghiệp, trong số những sinh viên này có hơn 44 bác sĩ mới lập đến từ 17 quốc gia đã hoàn thành bằng y khoa. Trường hiện có hơn 5.000 sinh viên theo học các chương trình đại học và sau đại học. 2.600 sinh viên đang theo học tại Đại học Y khoa.